# Гаврил II (архієпископ Охридський і Македонський)
Архієпископ Охридський і Македонський г.г. Гаврил (світське ім'я Георгій Мілошев; Скоп'є, 17 квітня 1912 — 4 березня 1996) — третій архієпископ після відновлення Македонської православної церкви.
Гаврил був першим президентом Асоціації перекладачів Македонії. У 1977 році отець Георджі Мілошев постригся в ченці і після висвячення в сан ієрарха став першим деканом Богословського факультету в Скоп'є. У 1986 році був обраний архієпископом МПЦ. Відразу після сходження на престол він відновив проекти, розпочаті вже його попередником Досітеєм. Перш за все це стосувалось будівництва церкви св. Климента Охридського в Скоп'є, створення теологічного факультету та публікації Біблії на македонській літературній мові. Гаврил був першим македонським ієрархом, який відродив давню традицію кидати хрест у річку Вардар.
Архієпископ Гавриїл звільнився з престолу 1993 року через старість. Він помер у 1996 році та був похований у монастирі "Св. Наума" у м. Радісані поблизу Скоп'є.

## Ранні роки
Архієпископ Гаврил народився в Скоп'є в 1912 році, як Георгій Мілошев. Юність він провів у молитвах та богослужіннях у скопських церквах «Св. Петка,"Св. Богородиці» та «Св. Мини." Визнавши його якості, як відмінника, муніципалітет Скоп'є присудив йому річну стипендію з релігійної освіти, а його вчителями були росіяни. Смерть батька стала причиною того, що він не зміг здійснити своє бажання, і він присвятив себе вивченню мов. У 1936 році закінчив філософський факультет у Скоп'є, відділ германістики та славістики.
Він був висвячений на священика у Скоп'є, а парафіяльним священиком у влаській церкві "Пресвята Богородиця" у Велесі у 1942 році.
Після тридцяти років діяльності батько пішов на пенсію.

## Період після війни
Одразу після закінчення Другої світової війни, у 1945 році, отець Георджі став одним із перших вчителів у Велесовій середній школі. Після короткого періоду викладання, духовенство Велеса та Велеського округу його обрало президентом Духовної ради, і в цій ролі він брав участь як делегат на Першому церковно-народному зібранні в Скоп'є в 1945 р., де було прийнято рішення для оновлення Охридського архієпископства Македонської православної церкви.

### Справа
Враховуючи соціально-політичні обставини в країні у повоєнний період та потребу у високоосвічених кадрах, він був змушений на невизначений час припинити активну канцелярську діяльність і повністю присвятити себе освіті. З 1949 р. Перебував на службі в Державному видавництві Македонії - Скоп'є (згодом "Просветно дело"). Відтоді і до своєї смерті майже тридцять років він присвятив себе підручникам і просвітництву. Зокрема, він здебільшого присвятив себе вдосконаленню та стандартизації македонської літературної мови. У цей період він складав і видавав посібники, підручники, словники та шкільну літературу і навіть періодичні видання. Особливо заслуговує на увагу його науковий підхід до творів Кочо Рацина та Войдана Чернодрінського. Він є одним з перших дослідників з македонського наукового світу, який з’явився зі статтями та аналізами про творчість поета Кочо Рацина.
У цей період починає створюватися і розвиватися церковно-просвітницька діяльність, в якій отець Георгій брав активну участь. В результаті його невтомної праці вперше в цей період для потреб богослужіння Євангелія та Апостол були перекладені та видані македонською мовою. Видавцем цієї роботи була Ініціативна рада з організації МПЦ.
У 1949 році він розпочав підготовку до видання Нового Заповіту, і він був опублікований в 1967 році. Процес перекладу Біблії розпочався одразу після її виходу. У цей період він зробив перші кроки у великому капітальному проекті, що означає повний переклад Біблії на сучасну македонську мову. Ця капітальна робота була повністю завершена в 1990 році, коли вона була опублікована.
Після смерті дружини, наприкінці 1977 року, отець Георгій був викликаний г.г. Длостеєм, реставратором Охридського архієпископства, тобто МПЦ, для отримання єпископського сану. Як педагог, який знав потребу і значення Церкви з формування штату з вищою церковною освітою, отець Георджі Мілошев зумовив вступ до ієрархічного порядку відкриттям Богословського факультету.

#### Твори
- - Галички свадбарски народни песни, 1946
  - Пионерска сцена, 1954 (заедно со Васил Куноски)
  - Деца јунаци, 1959
  - Германско-македонски речник, 1962 (заедно со Бранислав Груиќ и Лазар Алексовски)
  - Мал германско-македонски речник, 1962 (заедно со Бранислав Груиќ и Лазар Алексовски)
  - Транскрипција на германските зборови во македонскиот литературен јазик, 1963
  - Српско-хрватско-македонски речник, 1964 (заедно со Бранислав Груиќ, Михаил Ќорвезировски, Борис Благоевски и Александар Џукески)
  - Мал македонско-германски речник, 1966 (заедно со Маргарита Алексовска и Бранислав Груиќ)

### Період до того, як він став архієпископом
Так що наприкінці грудня 1977 року, після десяти років автокефальної діяльності Македонської православної церкви (1967 - 1977) або після двадцяти років відновленого життя Охридського архієпископства в особі МПЦ (1958 - 1977) було створено Богословський факультет, що базується в монастирі «Св. Іоанна Хрестителя» в Капіштеку, в Скоп’є. Гаврил був обраний першим деканом факультету.

### Митрополит Повардарської єпархії
18 листопада 1977 р. Священний Синод Македонської Православної Церкви на синодальних зборах вирішив створити окрему єпархію Вардарської долини, а єпископом єпархії було призначено Гаврила. 29 січня 1978 року Гаврил був інтронований митрополитом Повардарським. Він був сьомим висвяченим єпископом після відновлення Охридської архієпископії.
Сидячи на престолі єпископів Повардарського, митрополит Гаврил зіткнувся з усіма труднощами єпархії Повардар'є, такими як відсутність священників, ремонт зруйнованих святих місць та будівництво нових македонських православних святилищ. Протягом цього десятиліття, будучи єпископом у Повардарській єпархії, Гаврил духовно та матеріально стабілізував єпархію та побудував нову митрополичу будівлю у Велесі.

### Архієпископ МПЦ
Після трагічної смерті архієпископа г.г. Ангеларія, в соборі "Св. Софії" в Охриді, представники Виборчої Церкви-Народних Зборів шляхом таємного голосування обрали Гаврила третім главою МПЦ. 4 жовтня 1986 року в соборі "Св. Софії" в Охриді г.г. Гаврил був поставлений на престол новим главою Македонської православної церкви.
18 жовтня 1990 р Гаврил пропагував шедевр македонського перекладу Біблії, виданий у друкарні "Люблянське дело" в Любляні, Словенія. Під час просування македонської Біблії г.г. Гаврил зазначив, що цей історичний акт має не лише релігійне значення, а й соціальне значення, тому його розміри величезні. Над македонським перекладом Біблії він працював більше 50 років.
Архієпископ Гаврил подав у відставку через старість та погане самопочуття, а в 1993 році він пішов на самоту у своїй квартирі і ніколи не залишав її до своєї смерті. Помер у 1996 році і похований у монастирі «Св. Наум ”в Радішані поблизу Скоп'є.

## Значення
Перший церковний сановник архієпископа Гаврил, який через засоби масової інформації привітав православних вірян Македонії з Різдвяними святами, і він перший македонський архієпископ, який відбудував давню традицію свята Богоявлення у річці Вардар, щоб кидати Богоявленський хрест.
З нагоди великого національного свята Ілінден, також вперше традиція почала відправляти регулярне Синодальне послання до вірних, і вперше Гавриїл назвав новий час "часом третього Іліндену".
12 серпня 1990 року, коли святкували всіх членів Священного Синоду Македонської православної церкви, значне духовенство та численну македонську націю, собор святого Климента МПЦ в Скоп'є був урочисто освячений як вічне святилище македонського народу. Щодо питання, пов’язаного з визнанням автокефалії МПЦ, яку їй нав'язали інші православні церкви-побратими, архієпископ Гаврил виступав за вирішення проблеми, але шляхом братнього діалогу.

## Див. Також
- Македонська православна церква
- Список архієпископів Македонської та Охридської архієпископій